# Station Dekijima

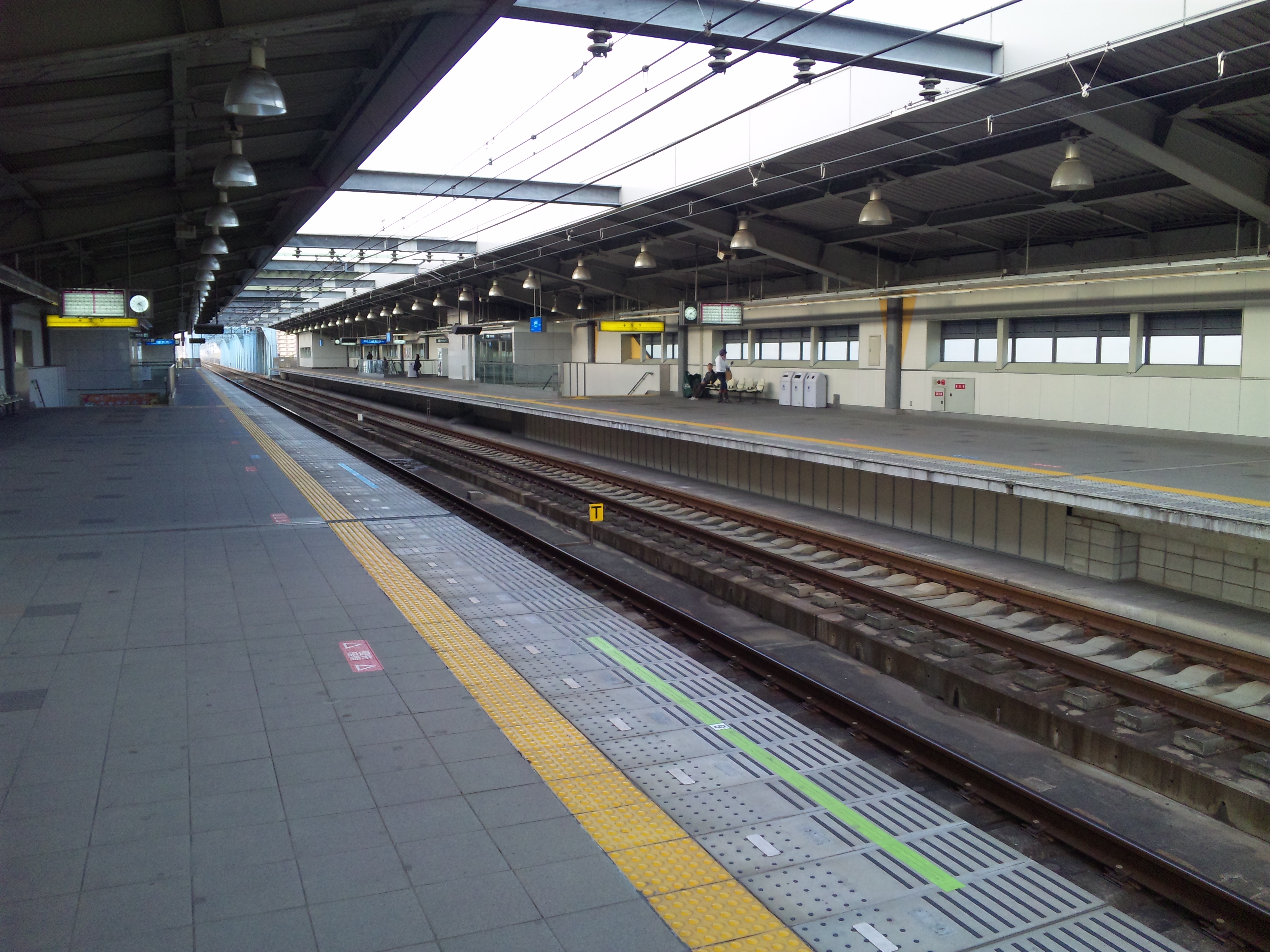
De perrons van het station.

Station Dekijima (出来島駅, Dekijima-eki) is een spoorwegstation in de wijk Nishi-Yodogawa-ku in de Japanse stad Osaka. Het wordt aangedaan door de Hanshin Namba-lijn. Het station heeft twee sporen, gelegen aan twee zijperrons.

## Treindienst
| 1 | ■ Hanshin Namba-lijn | richting Nishikujō, Namba en Nara |
| 2 | ■ Hanshin Namba-lijn | richting Amagasaki                |

## Geschiedenis
Het station werd in 1930 geopend. In 1998 werd het station vernieuwd en verhoogd tot boven het maaiveld.

## Overig openbaar vervoer
Bussen 42, 42A en 92.

## Stationsomgeving
- Kanzaki-rivier
- Life
- Autoweg 43
- FamilyMart

(<<Hanshin-lijn) Amagasaki · Daimotsu · Dekijima · Fuku · Dempō · Chidoribashi · Nishikujō · Kujō · Dome-mae · Sakuragawa · Ōsaka Namba (Kintetsu Namba-lijn, Nara-lijn>>)